# 科澤萊茨

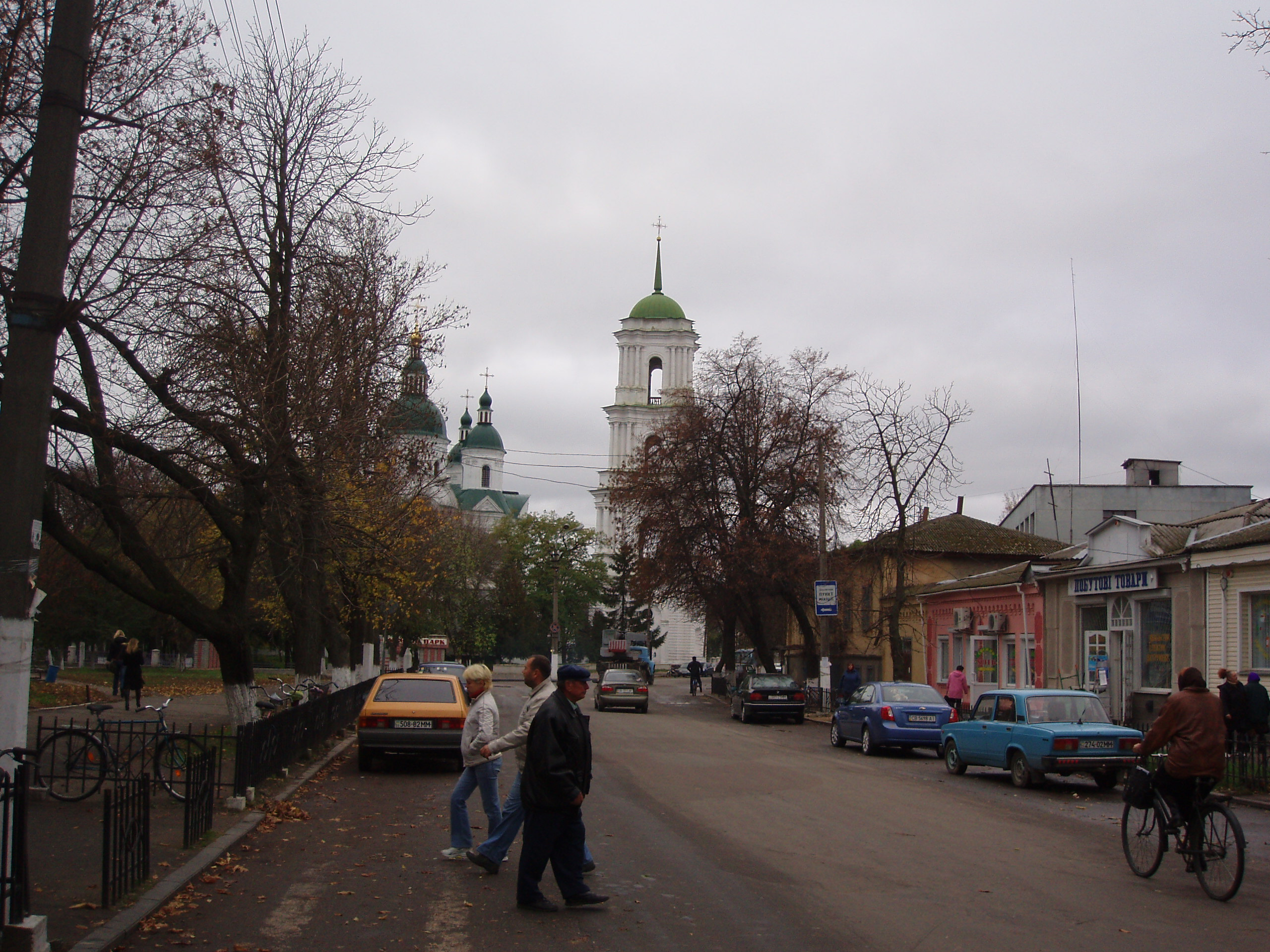

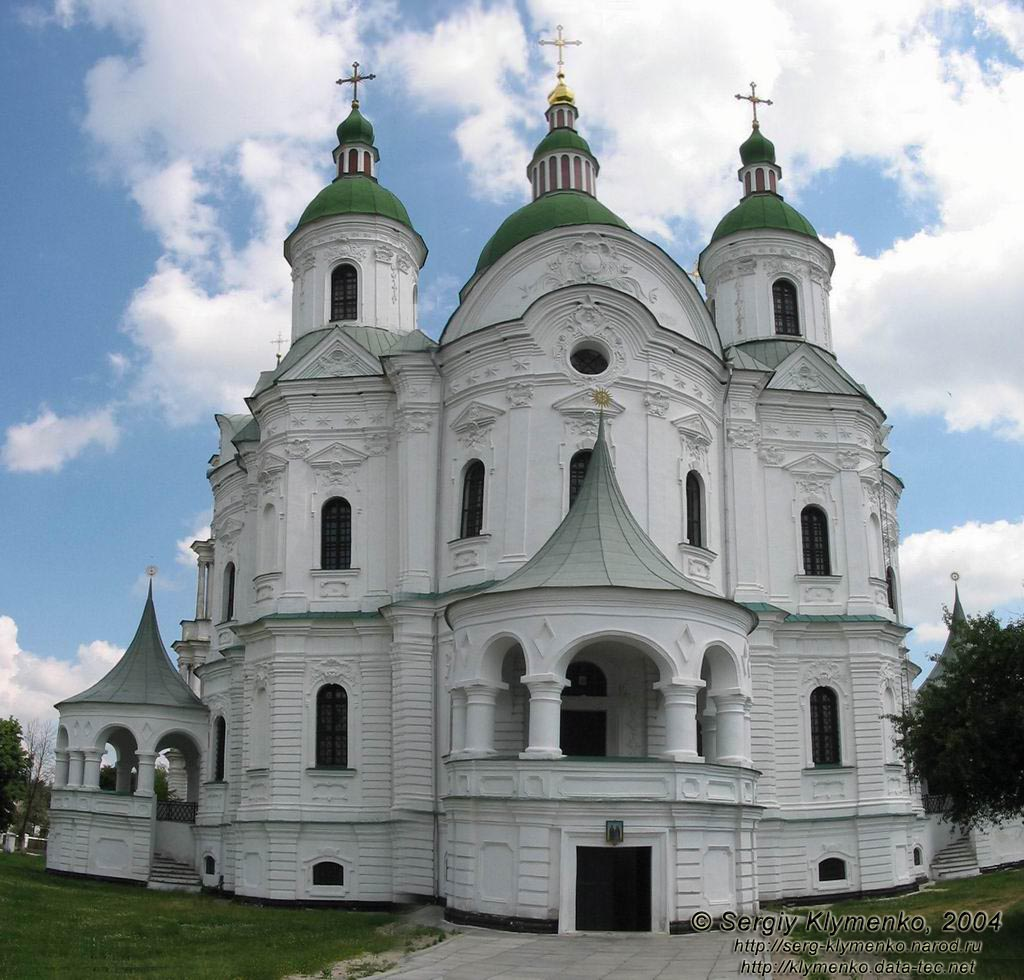
科澤萊茨主教堂

科澤萊茨（羅馬化：Kozolets；或译为科泽列茨）是烏克蘭北部切爾尼戈夫州切爾尼希夫區科泽莱茨市镇内的鎮及其行政中心。2020年行政區重劃前該鎮為同名科澤萊茨區的区府。面積8.44平方公里，2021年人口7,646，人口密度每平方公里906人。

## 地理
奧斯泰爾河流經科澤萊茨。
科澤萊茨距離奧斯泰爾約18公里，距離尼任約55公里，距離基輔約59公里，距離州府切爾尼希夫約65公里。